# 西新町
西新町（にしじんまち）は、福岡県早良郡にあった町。1922年4月1日に福岡市へ編入された。

## 地理
- 河川 ： 室見川、樋井川

## 沿革
- 1889年4月1日 - 町村制施行に伴い西新町、麁原村が合併して早良郡西新町が成立。
- 1922年4月1日 - 福岡市へ編入され消滅。